# Castello di Helfenstein

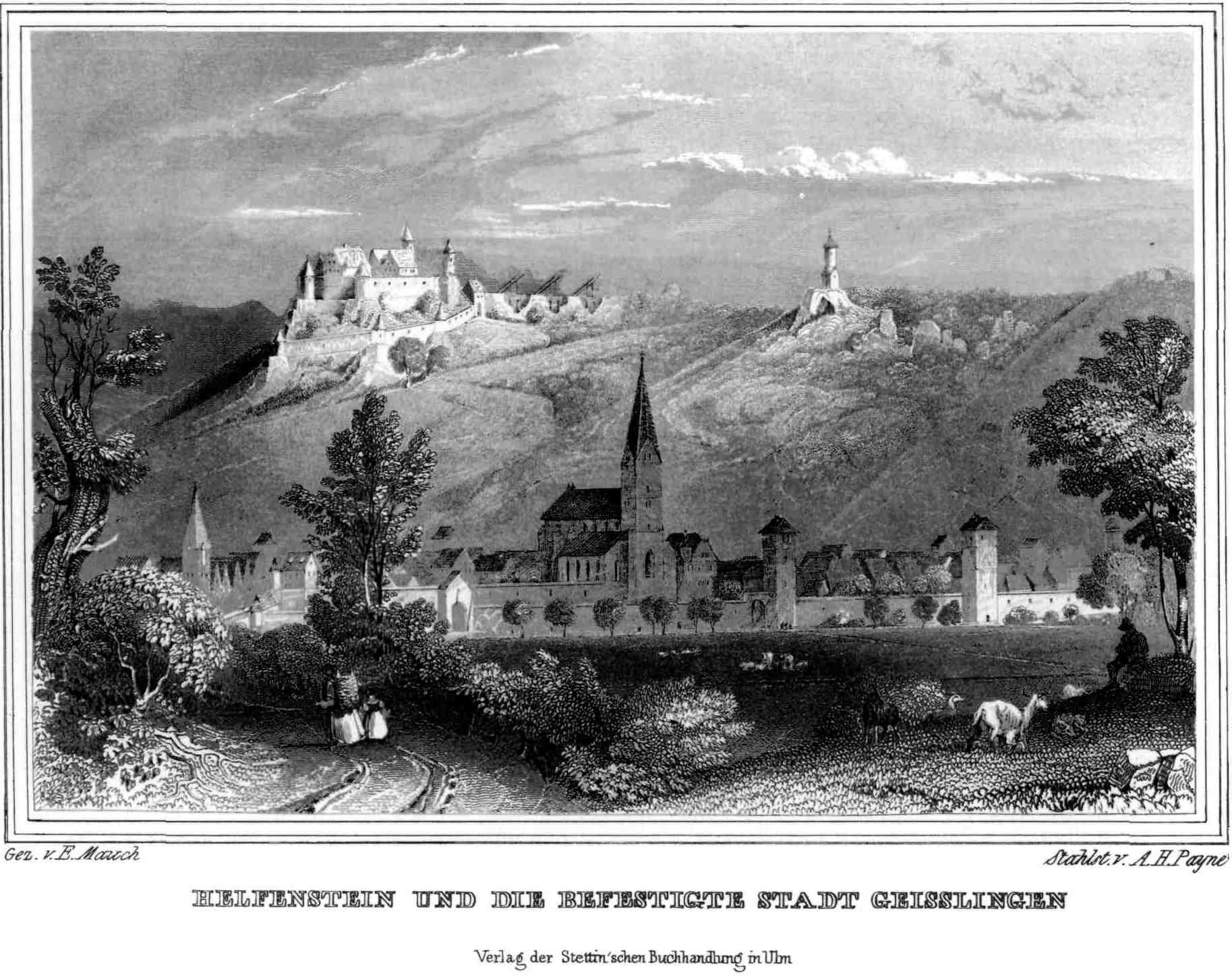
Incisione del Castello Helfenstein con la città di Geislingen an der Steige sotto le sue rovine.

Il Castello di Helfenstein rappresenta i resti del castello fortificato (burg) Helfenstein dei Conti di Helfenstein situato sopra la città di Geislingen an der Steige, Baden-Württemberg, Germania.

## Storia
Il castello fu costruito, da Eberhard von Helfenstein, all'inizio del XII secolo e fu più volte ampliato nel periodo dal 1100 al 1380. Il sito del castello, sulla strada principale imperiale attraverso la valle del Fils, permise agli Helfensteins di osservare e controllare gli scambi commerciali nella regione. Lo stretto collegamento tra gli Helfenstein e gli imperatori Hohenstaufen durante il XII e il XIII secolo permise alla famiglia di crescere ed espandersi. Durante l'apice del suo potere la famiglia Helfenstein governava Heidenheim, Blaubeuren, Wiesensteig e Sigmaringen. Tuttavia, poiché la famiglia Hohenstaufen perse il potere, così accadde anche agli Helfenstein. Nel 1382 il castello fu utilizzato come garanzia per un prestito dalla città di Ulm. Quindi nel 1396 il castello passò totalmente sotto il controllo della città libera e imperiale di Ulm.
Man mano che le armi da fuoco diventavano più comuni, il castello fu ampliato e ricostruito come una fortezza. Sulla cima della collina, in direzione di Weiler, fu costruito un baluardo per proteggere il castello. La vecchia fortezza fu ricostruita con ampie mura. Inoltre gli spalti sotto il castello furono ampliati e fortificati. Il castello fu usato per il rappresentante di Ulm o Vogt e la sezione occidentale del castello fu ricostruita come sede proprietaria di un patrizio di Vogt.
Nel 1552, durante la Seconda Guerra dei Margravi, il castello cadde senza opposizione nelle mani dei Margravi di Brandeburgo-Kulmbach. Nell'agosto dello stesso anno, le truppe di Ulm si riappropriarono del castello dopo diversi giorni di bombardamenti con pesanti palle di cannone di pietra. Avendo perso significato e valore come fortificazione, la città di Ulm iniziò a demolire il castello a partire dal 1552, inviando tutto il materiale utilizzabile a Ulm. Le rovine furono lasciate e il sito fu invaso nei secoli seguenti.
A partire dal 1932, il sito del castello di Helfenstein fu scavato con l'aiuto di truppe di ingegneri dell'esercito. Fu ricostruita una torre a sud e furono costruite scale e ponti di legno per consentire un facile accesso da diverse direzioni. Il complesso in rovina è una delle destinazioni preferite per passeggiate ed escursioni nel fine settimana.